# Mistrzostwa Świata w Lekkoatletyce 2011 – skok w dal mężczyzn
Skok w dal mężczyzn – jedna z konkurencji rozegranych podczas lekkoatletycznych mistrzostw świata na Daegu Stadium w Daegu. 
Obrońcą tytułu mistrzowskiego z 2009 roku był Amerykanin Dwight Phillips. Ustalone przez IAAF minima kwalifikacyjne do mistrzostw wynosiły 8,20 (minimum A) oraz 8,10 (minimum B).

## Terminarz
| Data       | Godzina |            |
| ---------- | ------- | ---------- |
| 1 września | 11:35   | Eliminacje |
| 2 września | 19:20   | Finał      |

## Rekordy
Tabela prezentuje rekord świata, rekordy poszczególnych kontynentów, mistrzostw świata, a także najlepszy rezultat na świecie w sezonie 2011 przed rozpoczęciem mistrzostw.
|                                                | Zawodnik                    | Wynik | Miejsce    | Data                  |
| ---------------------------------------------- | --------------------------- | ----- | ---------- | --------------------- |
| Rekord świata                                  | Mike Powell                 | 8,95  | Tokio      | 30 sierpnia 1991(dts) |
| Listy światowe                                 | Mitchell Watt               | 8,54  | Sztokholm  | 29 lipca 2011(dts)    |
| Rekord mistrzostw świata                       | Mike Powell                 | 8,95  | Tokio      | 30 sierpnia 1991(dts) |
| Rekord Afryki                                  | Godfrey Khotso Mokoena      | 8,50  | Madryt     | 4 lipca 2009(dts)     |
| Rekord Azji                                    | Mohamed Salman Al-Khuwalidi | 8,48  | Sotteville | 2 lipca 2006(dts)     |
| Rekord Ameryki Północnej, Środkowej i Karaibów | Mike Powell                 | 8,95  | Tokio      | 30 sierpnia 1991(dts) |
| Rekord Ameryki Południowej                     | Irving Saladino             | 8,73  | Hengelo    | 24 maja 2008(dts)     |
| Rekord Europy                                  | Robert Emmijan              | 8,86  | Cachkadzor | 22 maja 1987(dts)     |
| Rekord Australii i Oceanii                     | Mitchell Watt               | 8,54  | Sztokholm  | 29 lipca 2011(dts)    |

## Rezultaty

### Eliminacje
| Poz. | Grupa | Zawodnik                  | Reprezentacja     | #1   | #2   | #3   | Rezultat | Uwagi |
| ---- | ----- | ------------------------- | ----------------- | ---- | ---- | ---- | -------- | ----- |
| 1    | A     | Dwight Phillips           | Stany Zjednoczone | 8.32 |      |      | 8.32     | Q, SB |
| 2    | A     | Mitchell Watt             | Australia         | 6.43 | 8.15 |      | 8.15     | Q     |
| 3    | A     | Christian Reif            | Niemcy            | x    | 8.13 | x    | 8.13     | q     |
| 4    | B     | Ngonidzashe Makusha       | Zimbabwe          | 8.05 | 7.83 | 8.11 | 8.11     | q     |
| 5    | B     | Sebastian Bayer           | Niemcy            | 8.11 | -    | -    | 8.11     | q     |
| 6    | B     | Marcos Chuva              | Portugalia        | x    | 8.10 | x    | 8.10     | q     |
| 7    | B     | Will Claye                | Stany Zjednoczone | 7.83 | 7.94 | 8.09 | 8.09     | q     |
| 8    | A     | Aleksandr Mieńkow         | Rosja             | 8.07 | x    | -    | 8.07     | q     |
| 9    | A     | Yahya Berrabah            | Maroko            | x    | 8.03 | 8.05 | 8.05     | q     |
| 10   | B     | Luvo Manyonga             | Południowa Afryka | 7.77 | 7.72 | 8.04 | 8.04     | q     |
| 11   | A     | Kim Deok-hyeon            | Korea Południowa  | 7.86 | 7.99 | 8.02 | 8.02     | q, SB |
| 12   | A     | Chris Tomlinson           | Wielka Brytania   | 7.95 | 7.84 | 8.02 | 8.02     | q     |
| 13   | A     | Marquise Goodwin          | Stany Zjednoczone | 7.92 | 7.78 | 8.02 | 8.02     |       |
| 14   | B     | Luis Tsatumas             | Grecja            | 8.01 | 7.89 | x    | 8.01     |       |
| 15   | B     | Greg Rutherford           | Wielka Brytania   | 8.00 | x    |      | 8.00     |       |
| 15   | A     | Godfrey Khotso Mokoena    | Południowa Afryka | x    | x    | 8.00 | 8.00     |       |
| 17   | A     | Ignisious Gaisah          | Ghana             | x    | 7.92 | 7.78 | 7.92     |       |
| 18   | B     | Eusebio Cáceres           | Hiszpania         | 7.60 | 7.90 | 7.91 | 7.91     |       |
| 19   | B     | Tyrone Smith              | Bermudy           | x    | 7.79 | 7.91 | 7.91     |       |
| 20   | A     | Damar Forbes              | Jamajka           | x    | x    | 7.91 | 7.91     |       |
| 21   | B     | Fabrice Lapierre          | Australia         | 7.80 | 7.89 | 7.76 | 7.89     |       |
| 22   | B     | Irving Saladino           | Panama            | x    | x    | 7.84 | 7.84     |       |
| 23   | A     | Luis Méliz                | Hiszpania         | 7.80 | 7.69 | 7.82 | 7.82     |       |
| 24   | A     | Robert Crowther           | Australia         | 7.74 | 7.64 | 7.67 | 7.74     |       |
| 25   | B     | Raymond Higgs             | Bahamy            | x    | 7.72 | x    | 7.72     |       |
| 26   | A     | Jorge McFarlane           | Peru              | x    | x    | 7.66 | 7.66     |       |
| 27   | A     | Michel Tornéus            | Szwecja           | x    | 7.62 | 7.65 | 7.65     |       |
| 28   | A     | Salim Sdiri               | Francja           | 7.49 | 7.58 | 7.48 | 7.58     |       |
| 29   | B     | Lin Ching-hsuan           | Chińskie Tajpej   | 7.30 | x    | x    | 7.30     |       |
| 30   | B     | Kristinn Torfason         | Islandia          | 5.52 | 6.25 | 7.17 | 7.17     |       |
| 31   | B     | Trevell Quinley           | Stany Zjednoczone | 7.09 | x    | x    | 7.09     |       |
| 32   | B     | Su Xiongfeng              | Chiny             | 7.03 |      |      | 7.03     |       |
|      | B     | Henry Dagmil              | Filipiny          | x    | x    | x    | NM       |       |
|      | A     | Mohamed Fathalla Difallah | Egipt             | x    | x    | x    | NM       |       |
|      | A     | Povilas Mykolaitis        | Litwa             | x    | x    | x    | NM       |       |
|      | B     | Stanley Gbagbeke          | Nigeria           |      |      |      | DNS      |       |

### Finał
| Poz. | Zawodnik              | Reprezentacja     | #1   | #2   | #3   | #4   | #5   | #6   | Wynik | Uwagi |
| ---- | --------------------- | ----------------- | ---- | ---- | ---- | ---- | ---- | ---- | ----- | ----- |
|      | Dwight Phillips       | Stany Zjednoczone | 8.31 | 8.45 | x    | -    | x    | x    | 8.45  | SB    |
|      | Mitchell Watt         | Australia         | x    | 8.33 | 4.90 | 7.79 | x    | 8.06 | 8.33  |       |
|      | Ngonidzashe Makusha   | Zimbabwe          | 8.29 | 8.15 | 8.14 | 8.00 | 8.07 | x    | 8.29  |       |
| 4    | Yahya Berrabah        | Maroko            | 8.03 | 8.23 | x    | x    | x    | x    | 8.23  |       |
| 5    | Luvo Manyonga         | Południowa Afryka | 8.21 | x    | 7.82 | x    | x    | x    | 8.21  |       |
| 6    | Aleksandr Mieńkow     | Rosja             | 7.74 | 8.19 | x    | x    | 8.07 | x    | 8.19  |       |
| 7    | Christian Reif        | Niemcy            | 7.90 | 8.19 | x    | 7.98 | x    | 7.97 | 8.19  |       |
| 8    | Sebastian Bayer       | Niemcy            | 8.17 | 8.06 | 8.13 | 8.04 | 7.91 | 8.02 | 8.17  | SB    |
| 9    | Will Claye            | Stany Zjednoczone | 8.08 | 7.98 | 8.10 |      |      |      | 8.10  |       |
| 10   | Marcos Chuva          | Portugalia        | 8.05 | x    | 7.99 |      |      |      | 8.05  |       |
| 11   | Christopher Tomlinson | Wielka Brytania   | 7.86 | x    | 7.87 |      |      |      | 7.87  |       |
| 12 ! | Kim Deok-hyeon        | Korea Południowa  |      |      |      |      |      |      | DNS   |       |